# Vogue Adria
Vogue Adria je izdanje modnog mjesečnika Vogue za područje Bosne i Hercegovine, Crne Gore, Hrvatske, Slovenije i Srbije. Tiskano izdanje mjesečnika izlazi na hrvatskom i srpskom jeziku, dok je mrežno izdanje dostupno i na slovenskom i engleskom jeziku. Časopis izlazi od ožujka 2024., a urednik mu je srbijanski stilist Milan Đačić.

## Pozadina
Vijest o pokretanju časopisa objavio je u lipnju 2023. Condé Nast, vlasnik Voguea, u suradnji s Media 3.0 Publishingom koji su suosnovali Sonja Kovacs, Nenad Janjatović i Milan Đačić.
Kovacs je bila glavna urednica Elle Srbija i regionalna urednička direktorica Ellea, Men's Healtha, Cosmopolitana i National Geographica. Janjatović i Đačić bili su kreativni direktor i modni direktor Elle Srbija, dok je Đačić bio i glavni urednik Elle Man Srbija.

## Povijest
U prosincu 2023. najavljen je kreativni tim Vogue Adrije. Đačić je izabran za glavnog urednika; direktorica publikacija postala je Teodora Jeremić, povjesničarka umjetnosti, kustosica i urednica; digitalna direktorica postala je Nives Bokor; modni direktor postao je Petar Trbović; kreativni direktor postao je Filip Koludrović; art direktoricom postala je Dragana Krtinić, urednicom ljepote Kristina Mikulić, urednicom lifestylea Tina Kovačiček, modnom urednicom Tina Lončar, urednicom kulture Tena Razumović Žmara, a dijelom marketinškog tima Selena Ljubičanović i Jelena Madirazza.
Prvi broj časopisa izašao je 12. ožujka 2024., sa srbijanskom manekenkom Natašom Vojnović na naslovnici. Prvo izdanje nosilo je naslov Nova zora.
Časopis je predstavljen na gala večeri 9. ožujka u Hali 1 Beogradskog sajma u Beogradu. Na gali su nastupili Zrenjaninska filharmonija i zbor s pjesmom »O Fortuna«, Katarina Ranković s pjesmama »Bella ciao« i »Ederlezi« na glasoviru te Rade Šerbedžija s recitalom »Svakidašnje jadikovke« Tina Ujevića.

## Naslovnice
| broj           | model                  | fotograf                   |
| -------------- | ---------------------- | -------------------------- |
| ožujak 2024.   | Nataša Vojnović        | Filip Koludrović           |
| travanj 2024.  | Malika Louback-Mohamed | Vitaly Gelwich             |
| svibanj 2024.  | Abby Champion          | Thomas Giddins             |
| lipanj 2024.   | Amelia Gray            | Felix Cooper               |
| srpanj 2024.   | Novak Đoković          | Branislav Šimončík         |
| rujan 2024.    | Ana Plisnić            | Karla Jurić Ive Trojanović |
| listopad 2024. | Anica Cuca             | Tarek Mawad                |
| studeni 2024.  | Lepa Brena             | Branislav Šimončík         |

## Vanjske poveznice
- Službena stranica
- Vogue Adria na Models.com